# Dzieło rogowe

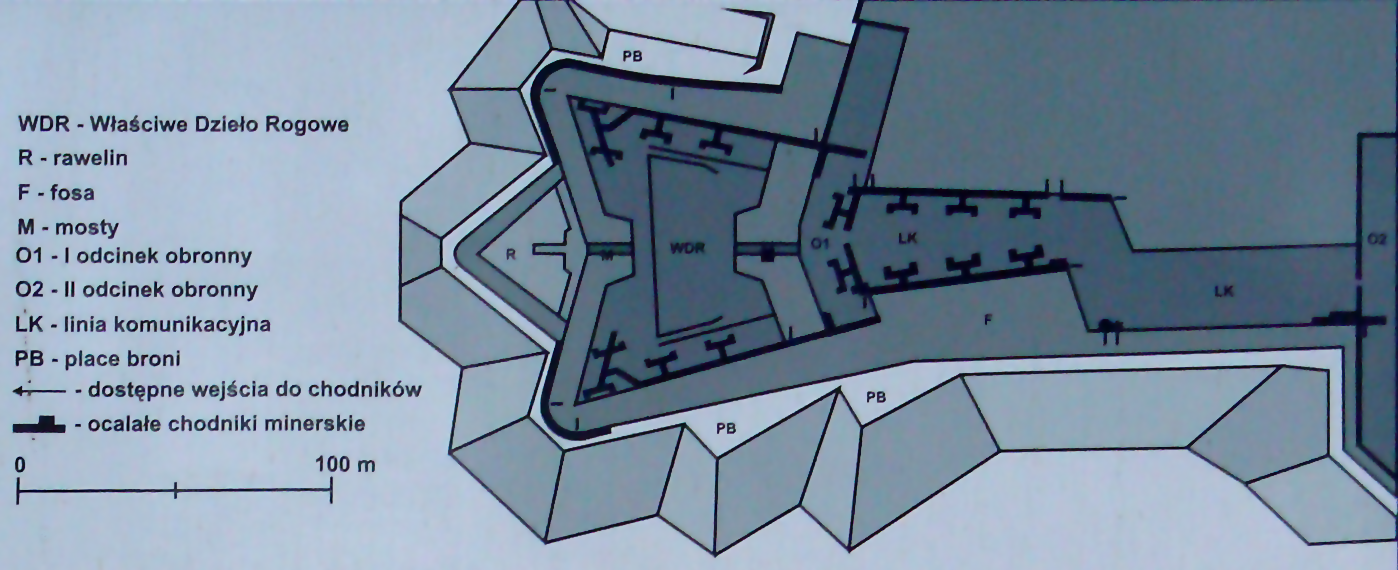
Dzieło rogowe Twierdzy Grudziądz

Jaskółczy ogon (A) i rawelin (B)

Dzieło rogowe (rogi) – zewnętrzna budowla obronna, złożona z dwóch półbastionów połączonych kurtyną – rogi półbastionowe – lub kleszczy – rogi kleszczowe, otwarta w kierunku zapola, o bokach równoległych lub zbieżnych w kierunku twierdzy, charakterystyczna dla fortyfikacji z XVI-XVIII w.
Rogi kleszczowe o zbieżnych barkach nazywa się jaskółczym ogonem.
Rogi mogą występować jako dzieło zewnętrzne twierdzy, stanowiąc wtedy obronę kurtyny często również jako przedmoście, lub samodzielnie jako fort rogowy. Częstym uzupełnieniem rogów od strony zapola był rawelin.

## Przykłady
- Nowy Zamek w Kamieńcu Podolskim z 1618 roku.
- Dzieło rogowe Twierdzy Grudziądz nazywane również fortem rogowym, zbudowane w latach 1788-1789.
- Zamek w Dubnie.
- Dzieło Rogowe Leopold w Namysłowie, istniejące od połowy XVII w. do roku 1856, osłaniało od zachodu zamek[3].